# 研究会 (貴族院)
研究会（けんきゅうかい、旧字体：硏究會）は、大日本帝国憲法下の貴族院における政党・院内会派の一つ。
帝国議会創設時に誕生した政務研究会（せいむけんきゅうかい）を源流として、日本国憲法公布に伴う貴族院廃止まで、政界に一大勢力を形成し、貴族院最大会派の地位を保って衆議院の政党勢力と対抗し、また時には協力もした。
研究会は子爵議員を中心に侯爵・伯爵・男爵・勅選・多額納税議員から幅広い構成員を持っていた。特に会の中心となったのは子爵・男爵の互選議員だった。

## 概要
1890年の帝国議会開設に備えて貴族院議員の選出が行われたが、この時に子爵議員の互選に当選した岡部長職・山内豊誠・加納久宜・堀田正養らが政策研究と懇親を兼ねた団体として同年の9月22日に子爵議員を中心として創設した政務研究会を源流とする。その後、帝国議会の開始とともに小会派や無所属議員を取り込みながら、木曜会（1891年1月9日、名称は毎週木曜日に華族会館において会合が開かれていた事に由来する）、同志会（同3月12日）と改称を続け、1891年11月4日に約40名で発足、その後も清浦奎吾ら勅選議員や他の華族議員の加入もあり、1年後には70名にまで増加した（なお、同志会の中でも研究会の結成に際して意見が対立した一部議員は懇話会に移っている）。
特に単独の代表者は置かれず、「特務委員」後に「常務委員」・「幹事」と呼ばれる複数の議員による合議制（1916年の研究会規則では9名の常務委員を設置）であった。曾我祐準、谷干城、久保田譲ら庚子会62名（旧・懇話会を含む)、南郷茂光らの茶話会17名、二条基弘ら朝日倶楽部24名、有地品之允らの無所属倶楽部64名、本田親雄、千家尊福ら木曜会19名と協力し、政党勢力に対抗、更に次々と他の貴族院政党を取り込み、最大の貴族院政党として拡大していく。次第に山縣有朋の側近である清浦奎吾が同会の指導者として浮上してくる事になる。清浦は枢密顧問官に転身する1906年まで貴族院議員として研究会に所属し、研究会を衆議院の政党勢力に対抗するための最大の牙城として育成する事に努めた。
当時、研究会の主力であった伯爵議員・子爵議員・男爵議員は、いずれも任期7年の互選による選出が行われていた（貴族院伯子男爵議員選挙規則(明治22年勅令第78号)）。研究会では、内務省や司法省の官僚を務め、議会法に通じていた清浦らの主導により1892年に選挙母体として尚友会（しょうゆうかい）という院外団体を結成して非議員の華族を巻き込んで選挙運動を進めたのである。伯･子･男三爵議員の互選が完全連記制であったため補欠選挙や総改選のたびに尚友会は威力を発揮し、当時の子爵議員の定数70議席のうち、1897年の最初の改選では45議席を獲得し、1911年には66議席を獲得して総計で100議席の大台に乗せるなど他会派を圧倒したため、最大会派の地位を保つ事になった。
研究会は山県―清浦が主導する超然主義を支持して政党政治を否定する路線を取った。憲政党の第1次大隈内閣、立憲政友会の第4次伊藤内閣に際しては政府提出法案の否決などで倒閣運動の主導的な役目を果たした。ところが、清浦と同じく山県側近であった平田東助の茶話会（幸倶楽部とも）との主導権争いが始まり、内部では清浦によって形成された他会派にはない「決議拘束主義」と呼ばれる絶対的な会派拘束（会の決議には全員従う事・会の決議なくして研究会以外の議員提出の法案・決議などに賛成してはならない事、これらに反したものは除名する事）に対する反発より千家尊福派（主として男爵議員）の離脱（1898年）、創設メンバーである堀田正養の第1次西園寺内閣（政友会）への入閣と除名騒動とこれに反発した議員の脱会（1909年）などが発生した。
ところが、第1次山本内閣総辞職後に清浦に組閣の大命降下が為されながら辞退に追い込まれた（鰻香内閣）事を深く恨んだ研究会は、茶話会の非協力が清浦の内閣総理大臣就任を妨害したとして決別した（ただし、これを裏付ける事実はなく、研究会側の言いがかりとされている）。その後、青木信光・水野直ら若手議員を中心にこれまでの路線を見直して政友会との連携や他会派との合併・世襲・勅選・多額納税者議員の勧誘による更なる拡大を目指す「大研究会」構想などが浮上した。この状況をみた政友会総裁原敬は、自らの原内閣を打ち立てると、幹部の三島弥太郎、牧野忠篤らと会談し、大木遠吉ら研究会議員の入閣及び要職への任命を推し進めた。
一方、研究会側も1919年に伯爵議員が多い甲寅倶楽部を合併して伯爵議員のほとんどを押さえ、続いて1922年には将来の貴族院指導者と目されていた近衛文麿公爵（後の内閣総理大臣）を入会させて筆頭常務委員につけるなど勢力拡大を続け、以後400議席前後（時期によって不定）であった貴族院の総議席のうち140以上を常時確保する（最大数は1923年末の174）ようになる。これは世襲によって終身の議員身分が保証された公爵議員・侯爵議員や天皇の直接任命による勅選議員の存在によって選挙による議席の大幅拡大が望めない貴族院においては驚異的な数字であった。原内閣以後、研究会は政党内閣・非政党内閣を問わずに閣僚を入閣させるようになった。だが、こうした姿勢に貴族院の他会派からは「権力志向」と看做され、研究会の膨張に不満を抱く茶話会・同成会・公正会が連携してこれに対抗する姿勢を見せた（幸三派）。
過去最高の174議席を抱えて迎えた1924年、清浦奎吾による清浦内閣が発足した。同内閣は閣僚のうち外務・陸軍・海軍の3大臣以外の全閣僚を貴族院議員が占めた。しかも、他会派からは1名ずつであったにもかかわらず清浦の古巣である研究会からは3名の大臣が入閣した事から事実上の「研究会内閣」であった。これに対して政友会をはじめとする政党や一般国民、幸三派のうち入閣を拒否した同成会は勿論のこと、閣僚を出していた茶話会・公正会までが清浦内閣と研究会の糾弾を始めたのである。ところが、一連の第2次護憲運動によって清浦内閣が5ヶ月で崩壊すると、今度は護憲三派に接近して普通選挙法通過と引き換えに政務次官の提供を受けた。これに対して近衛文麿は「貴族院万年御用党」と評している。だが、その一方で貴族院の改革を求める声が上がり研究会内部からもこれに同調する動きが発生した。これを廓清運動（かくせいうんどう）と呼ぶ。だが、研究会主流派は1927年に研究会規則を緩めて決議拘束主義の適用除外特例を定めたものの、根本的な改革については拒絶した。このため、廓清運動支持派は、1924年と1927年の2度にわたって離脱した。特に後者の離脱が近衛文麿が中心であったことから研究会の権威は大いに失墜した（ちなみに後に3次にわたった近衛内閣では閣僚から研究会所属議員は排除されている）。
以後も研究会は最大会派の地位は保ったものの、有能な政治指導者を欠き政治的発言力を失っていった。それでも、1937年の広田内閣で国務大臣3席、政務次官2席、参与菅1席、内閣書記官長を占めるなど、貴族院を代表する勢力として歴代内閣の多くに閣僚を送り込んだ。特に1942年の翼賛政治会結成には重要な役割を果たし（衆議院の政党とは違い、貴族院の会派は解散を求められなかった）、この功績で東條内閣以後貴族院廃止までの全ての内閣に研究会からの入閣者を出すことになった。だが、それが却って仇となり、太平洋戦争（大東亜戦争）敗戦後には石渡荘太郎、広瀬久忠、藤原銀次郎、児玉秀雄、賀屋興宣ら76名の所属議員が公職追放の対象となった。なお、研究会は結成以来、決議拘束主義を堅く守ってきたが、大政翼賛会が結成される頃に政府への協力が基本となる政治情勢からこれを撤廃した。その後、補充議員の新規参加によって議席数を回復したものの、日本国憲法公布による貴族院廃止に伴って1947年5月2日に解散された（尚友会の解散は同月27日）。なお、解散時には定数373のうち142議席（全体の4割弱）を占めていた。人脈的には自由民主党に引き継がれる。

## 関連文献
- 千葉功監修　尚友倶楽部・長谷川怜編『貴族院・研究会写真集』 、芙蓉書房出版、2013年12月